# 地上权
地上權（英語對應詞：或），在法學上來說，是指以利用他人土地作營造（建築物）、工作物或竹木為目的，而取得的用益物权。地上權的取得主要有兩種方式：一是透過直接與土地所有權人的設定行為，取得「地上權人」的法律地位；另一是基於法律規定而發生的「法定地上權」關係，是指土地和建築物所有人，僅以地上建築、或同時將房地設定抵押，但因未能清償債務而遭拍賣，造成土地和建物的所有權人不同人的時候，法律規定使建物所有權人對於土地享有地上權。

## 特徵
大致上說來，因為土地所有權人的不同，地上權建物的所有期限亦不同而分為兩種。通常定期地上權是50年左右的土地租賃契約，而不定期地上權則是50年以外的契約期限。地上权房屋的好處在於可以用低價格進駐市價較昂貴的土地，但是缺點在於地上戶在土地上漲時不能享受上漲的地價利潤，而地上物通常隨時間折舊價值是越來越低，然而地價下跌時使用戶也不必承擔虧損，所以看準地價長期下跌時使用地上权房屋較有利。

## 延伸
1. 如果因為契約期滿而致使建物毀壞或不存在，土地所有人應法需照建物的當時的市價對地上權所有人做補償。
2. 土地所有人在契約的「存續期間」屆滿前，可請求地上權所有人延長地上權的期限（延長租約）。
3. 特別的是，地上權不會因建物等物理性的結構消失而消滅。以地震為例，若地上權住宅因地震倒塌，而土地的地上權原定期限為 50 年，已過 10 年，還有 40 年，房子雖因地震而倒塌，但地上權於法仍有效力，故建物所有權人可在土地上重建。這是受到民法：「地上權不因工作物…之滅失而消滅」所保障。

## 範例

### 台灣
- 臺北市信義計畫區：臺北市政府以設定地上權的方式，將區內方位完整的土地招標出租。位於區內的台北101大樓、克緹大樓等建物，即以設定地上權的方式開發。
- 臺北市仁濟醫院有許多土地以地上權的方式租給民間住戶。
- 台鐵松山車站、南港車站／潤泰松山車站大樓、潤泰南港車站大樓；台鐵以設定地上權加BOT模式，交由潤泰企業集團出資建設商辦、購物中心、旅館、影城等複合式商業設施（日语：複合商業施設）。

### 中國大陸
- 中華人民共和國內地（不包港澳）所有土地均屬國有，發展商一般只有30（工廠、科技企業）、40（商業）、50或70年（住宅）的地上權；地上權一般由各地級市國土局批出。

### 港澳
- 香港除聖約翰座堂外，一切土地均屬中國政府擁有，並由香港特別行政區政府負責管理、使用、開發，以及出租或批給土地使用者[2]，故只設有地上權批給及交易。一般土地出租50（1997年及以後批出土地）、75（通常加75年續期權）、150或999年（1984年前批出香港島及九龍土地）地上權（位於西九龍站的深圳鐵路口岸除外，該處地上權永租予深圳市人民政府）；地上權一般由地政總署直接批出，有時則會以私人協約批地方式，再通過港鐵公司、市區重建局間接批出。若地上權到期，一般都會按《政府租契續期條例》，在到期前六年批量宣佈自動續期50年，但諸如碼頭、發電廠、大專院校等特殊用地則個別處理。此外，駐港解放軍屬下軍事設施，則以「國防地段」形式享有永久地上權。

- 澳門所有土地均屬中國政府擁有，故只設有地上權批給及交易。發展商一般只有25（通常加10年續期權一至兩次）或永久（俗稱「私家地」，不會再新批）地上權。

### 新加坡
- 新加坡大部分土地皆屬國有，只設有99或999年地上權；當中，組屋（資助出售房屋）的地上權一概為99年，到期後一律不予以續期，以杜絕炒賣單位的情況。